# Chiara Diky
Chiara Diky (22 aprile 2004) è una nuotatrice artistica slovacca.

## Palmarès

### Coppa del Mondo
- 1 podio:
  - 1 terzo posto (1 nella duo)